# Кроссли, Розмари
Розмари Кроссли (англ. Rosemary Crossley; 6 мая 1945, Хоршам, штат Виктория, Австралия — 10 мая 2023) — австралийский педагог, специалист по работе с детьми и взрослыми с тяжёлыми нарушениями коммуникации. 

## Биография
Являлась создателем техники облегчённой коммуникации с неговорящими людьми (Facilitated Communication, FC). Этот метод получил развитие в конце 1960-х — начале 1970-х годов одновременно в нескольких странах. Работая в 1970-е годы в интернате для глубоко умственно отсталых детей Св. Николая в Мельбурне (Австралия), Розмари Кроссли использовала поддержку руки, чтобы помогать детям с ДЦП контролировать движения, в частности, чтобы рука «попадала в цель» — переключатель, клавишу, картинку на доске. По словам самой Кроссли, FC появилась как адаптация давно известного способа коммуникации с неречевыми людьми к определенным двигательным проблемам — она пыталась помочь Энн Макдональд, 13-летней девочке с очень тяжёлой формой ДЦП, ментальный возраст которой оценивался на уровне младенца. Через несколько лет занятий с Кроссли Энн достигла такого уровня коммуникации, что смогла выступить истцом в суде, доказав свою дееспособность, — она выиграла дело и сумела покинуть интернат. В дальнейшем Энн успешно училась в университете, написала ряд статей и, вместе с Кроссли, книгу «Annie’s Coming Out»*, по которой был снят фильм с одноименным названием (1984, в американском прокате — «Test of Love»).
На первых порах FC адресовали людям с различными формами паралича (ДЦП, травмы), но впоследствии, неожиданно для самой Кроссли, выяснилось, что техника действенна и в отношении людей с другими диагнозами, такими как инсульт, аутизм, генетические синдромы, устойчивое вегетативное состояние (кома) и другими.
В 1986 году Розмари Кроссли основала DEAL Communication Centre в Мельбурне (сегодня он называется Центр Энн Макдональд), который возглавляет уже более тридцати лет. В том же году (1986) избрана членом Ордена Австралии по делам людей с серьезными нарушениями коммуникации. В 1992 году в Университете штата Виктория (Мельбурн) защитила диссертацию по специальности «коммуникация». Автор и соавтор книг: «Annie’s Coming Out» («Энни выходит в мир») (в соавторстве с Энн Макдональд); «Re-Inventing the Wheelchair — Technology and People with Handicaps» («Изобретая заново инвалидное кресло — технологии и люди с инвалидностью») (в соавторстве с К. Бортвиком и Э. Макдональд); «Facilitated Communication Training» («Обучение технике облегченной коммуникации», учебник) и др.
Автор и соавтор более 40 статей, постоянный участник многочисленных международных конференций и симпозиумов.
Скончалась после непродолжительной борьбы с раком 10 мая 2023 года в возрасте 78 лет.

## Основные труды

### Книги
- The Dole Cookbook (Collingwood: Outback, 1978) ISBN 0-86888-219-4
- Annie's Coming Out (Penguin Books, 1980) ISBN 0-14-005688-2
- Facilitated Communication Training (Teachers College Press, 1994) ISBN 0-8077-3327-X
- Speechless: Facilitating Communication for People Without Voices (1997) ISBN 0-525-94156-8 (русский перевод, 2018).

### Статьи
- Lending a hand - a personal account of facilitated communication training, American Journal of Speech-Language Pathology , 1992, 2, 18
- Getting the words out; Facilitated Communication Training, Topics in Language Disorders, August 1992, 12, 4, 29 (with Jane Remington-Gurney)
- Getting the words out: Case Studies in Facilitated Communication Training, Topics in Language Disorders, August 1992, 12, 4, 46
- Sarah ; A Case Study in Facilitated Communication Training, European Journal of Disorders of Communication, 1997, 32, 1, 61
- Language and Retardation, Psycholoqy, www.cogsci.soton.ac.uk/cgi/psyc/newpsy?10.038, On-line refereed journal sponsored by the American Psychological Association (APA), 1999 (with C. Borthwick)
- Permanent vegetative state: usefulness and limits of a prognostic definition, 2004, NeuroRehabilitation 19(4):381-9 (with C.Borthwick)

### Переводы на русский язык
- Кроссли Р. Безмолвные. Перевод с английского, предисловие Е.Г. Заварзиной-Мэмми, М. Никея, 2018.
- Кроссли Р. «SPEECHLESS». На линии огня  // Аутизм и нарушения развития. 2018. Том 16. № 2. С. 56–66. doi:10.17759/autdd.2018160209